# Marcus Claudius Marcellus Aeserninus
Marcus Claudius Marcellus Aeserninus est un sénateur et un homme politique de l'Empire romain ; il est consul en 22 av. J.-C.

## Biographie
Il est issu de la gens plébéienne des Claudii Marcelli, il est le fils de son homonyme Marcus Claudius Marcellus Aeserninus, questeur en Hispanie en 48 av. J.-C..
Il est consul ordinaire en 22 av. J.-C. avec pour collègue Lucius Arruntius.

## Famille
De son mariage avec Asinia Polla, la fille de Caius Asinius Pollio, il eut un fils homonyme Marcus Claudius Marcellus Aeserninus.